# シクロピロクス
シクロピロクス（INN：ciclopirox）とは、ピドロキシピリドン系抗真菌薬として知られる、人工的に合成された有機化合物である。ciclopiroxを、CPXと略記する場合がある。また、2-アミノエタノールはオラミン（olamine）と呼ばれる場合もあり、シクロピロクスは製剤化の際に、しばしば2-アミノエタノールとの塩にされるため、シクロピロクス オラミン（ciclopirox olamine）の名称で呼ばれる場合もある。
なぜ真菌に対して、シクロピロクスが打撃を与えるのかについては、21世紀初頭時点においても、あまり解明が進んでいない。

## 構造

シクロピロクスの構造。

シクロピロクスの分子式はC12H17NO2であり、したがって、モル質量は約 207.27 (g/mol)である。
抗真菌薬は、その化学構造によって分類される場合がある。シクロピロクスの場合は、ヒドロキシピリジン（hydroxypyridine）を構造中に有する抗真菌薬だとか、N-ヒドロキシ-2-ピリドン（N-Hydroxy-2-pyridone）を構造中に有する抗真菌薬だとか言われたりもする。時に、2-ピリドン系抗真菌薬（2-pyridone antifungal agent）と呼ばれたりもする。
ただ、本稿では、日本語書籍の『治療薬マニュアル』で用いられていた「ピドロキシピリドン系抗真菌薬」という分類に従った。

## 薬理
2003年時点において、アゾール系抗真菌薬などの他の系統の抗真菌薬と比べると、ピドロキシピリドン系抗真菌薬であるシクロピロクスの作用機序は充分に判っていない。
もっとも、Malassezia furfurによる皮膚の感染症の治療にシクロピロクスを用いてみた結果、皮膚の炎症を抑えるという点において、アゾール系抗真菌薬のケトコナゾールと似ているのではないかという報告も出された。
しかし、シクロピロクスには、その作用機序に関して、多様な仮説が出されてきた。例えば、真菌の細胞内で物質の代謝を行っているカタラーゼやペルオキシダーゼの機能を低下させている可能性が示唆された。また、Saccharomyces cerevisiaeの幾つかの菌株で試験した結果、真菌が核分裂を行う際に、真菌が行う場合のあるDNAの修復にシクロピロクスが影響を及ぼし、DNAに異常を引き起こす可能性も示唆された。これとは別に、真菌の細胞膜に作用して、真菌の増殖や生存に必要な物質の輸送を妨害しているのではないかとの説も存在する。他に、真菌の細胞の形態などに影響を与えている可能性も示唆されている。
このように、シクロピロクスが有する抗真菌作用に関しては、諸説見られるものの、決め手に欠いている状況にある。

## 製剤
シクロピロクスは製剤化の際に、しばしば2-アミノエタノールとの塩の形にされる。シクロピロクスの製剤は、外用剤として用いられ、表在性のカンジダ症や白癬の治療のために外用する。クリーム剤、シャンプー、外用液剤など、多様な剤形の製剤が開発されてきた。
なお、多くの地域で販売されてきた製剤であり、その製品名は多様である。

## 用途
表在性のカンジダ症や白癬の治療のために、シクロピロクスを外用する場合がある。さらに、表在性のマラセチア感染症の治療のために外用する場合もある。
また、通常の皮膚の白癬に比べて治療が難しい、爪白癬の治療にも外用する場合がある。シクロピロクス オラミンとプラセボを比較した場合には、48週間の治療を行った結果、シクロピロクス オラミンを用いた群が、61パーセントから64パーセントで、プラセボよりは良い治療効果が見られた。シクロピロクス オラミンを、通常よりも高濃度、8パーセント含有した外用剤で爪白癬の治療を行った結果、69.2パーセントで有効だったという。これ以外に、爪白癬に対しては、モルホリン系抗真菌薬のアモロルフィンの外用剤よりも有効のように見えるとの報告は出されたものの、そもそもサンプル数が少ないという問題が有り、シクロピロクスの方が勝っているという報告は、信頼性に欠ける。さらに、シクロピロクスで爪白癬を完治させる事は、難しいともされる。
なお、試験的に女性器のカンジダ感染症に外用で用いた事例は報告されたものの、基本的に、眼と女性器のカンジダなどの真菌感染症に、シクロピロクスは使用しない。また、使用したシクロピロクスが乳汁へ移行するかどうかに関する充分なデータが無いため、授乳中の女性が使用する場合には、事前に医師などに相談するべきである。

## 有害作用
シクロピロクスを含んだ製剤を皮膚に外用した直後に、皮膚の灼熱感が出る場合がある。